# Fort de Côte-Lorette
Le fort de Côte-Lorette est un ancien ouvrage militaire construit de 1874 à 1894 sur la commune de Saint-Genis-Laval, au sud-ouest de Lyon. Il fait partie de la deuxième ceinture de Lyon et plus globalement du système Séré de Rivières.
Ce fort, culminant à 290 mètres d'altitude, couvrait les communes de Chaponost et Brignais. Il servait aussi à contrôler les routes vers Saint-Étienne et Givors, ainsi que d'appui pour le fort du Bruissin et le fort de Feyzin. 120 détenus de la prison Montluc y sont massacrés le 20 août 1944.

## Histoire

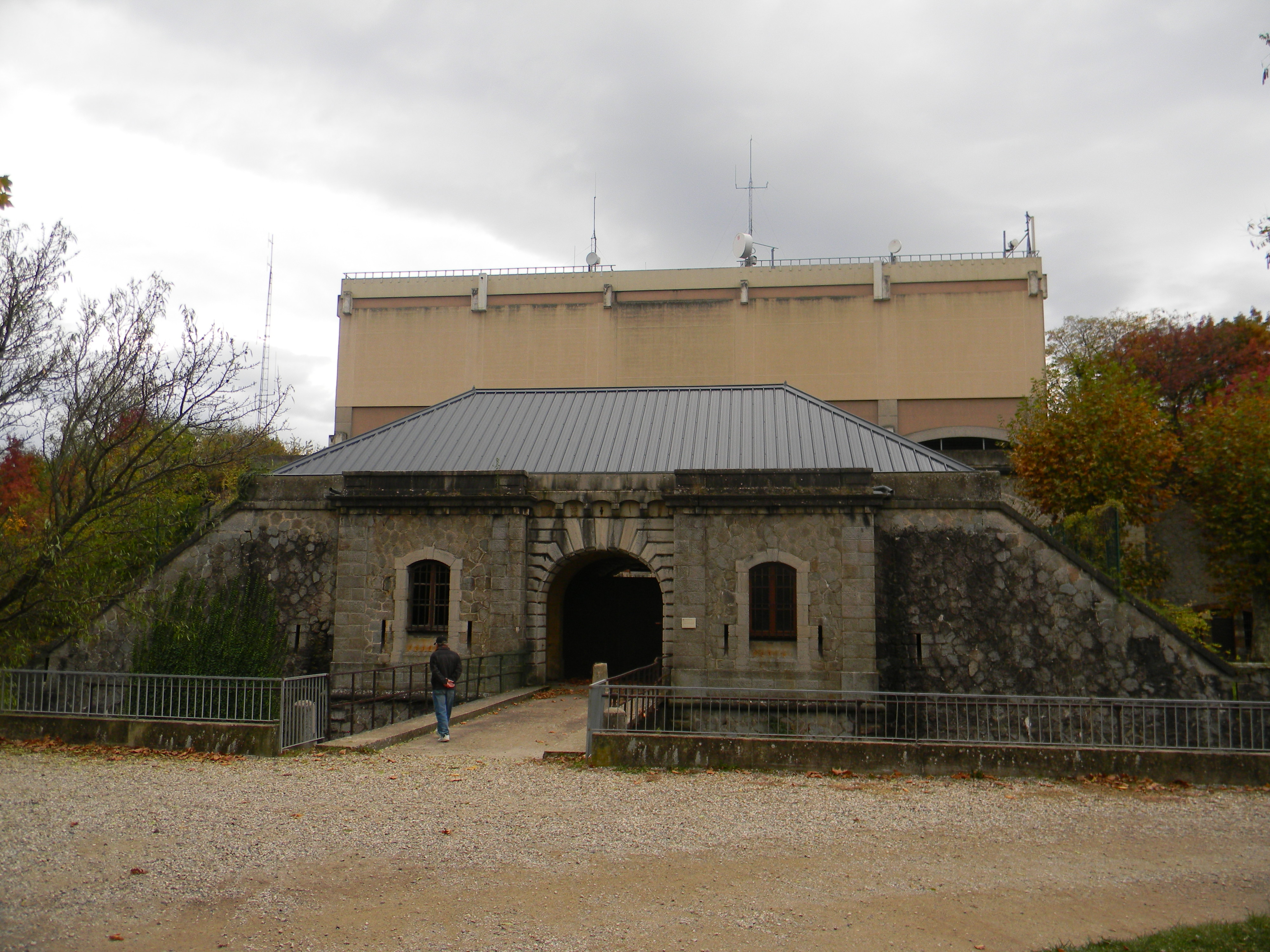
Caponnière de gorge

L'entrée du fort se faisait par un ravelin couvert par une demi-lune extérieure et la maison du gardien, aujourd'hui détruits.
Le pavillon d'entrée est composé de maçonnerie de granit ; il abritait le logement du commandant du fort et le corps de garde.
La caserne pour une centaine de soldats est traversée par cinq travées débouchant sur un long couloir les reliant aux deux extrémités dont une bétonnée afin d'assurer un passage protégé contre l'obus torpille.
Le magasin à poudre d'une capacité de 41 tonnes est situé contre la caserne et alimente le cavalier qui lui est adossé, composé de trois batteries d'artillerie réparties en huit plateformes de tir.
Trois caponnières dont une double en tête défendaient les fossés.
Une maison fut bâtie dans l’enceinte du fort pour héberger les officiers de la garnison.
Le 20 août 1944, les Allemands regroupent 120 otages et résistants détenus à la prison Montluc dans la maison du gardien, les fusillent puis incendient le bâtiment.
Dans les années 1960, un château d'eau est construit au-dessus de la caserne, comme au fort de Bron.

## Utilisation contemporaine
La quasi-totalité des fossés ont été comblés, le glacis a été transformé en jardin public et un parcours de santé a vu le jour autour du fort. L'ouvrage en lui-même sert d'atelier communal à la commune de Saint-Genis-Laval.
Un mémorial dédié au massacre des prisonniers de Montluc est érigé sur ce qui était le logement du gardien du fort.

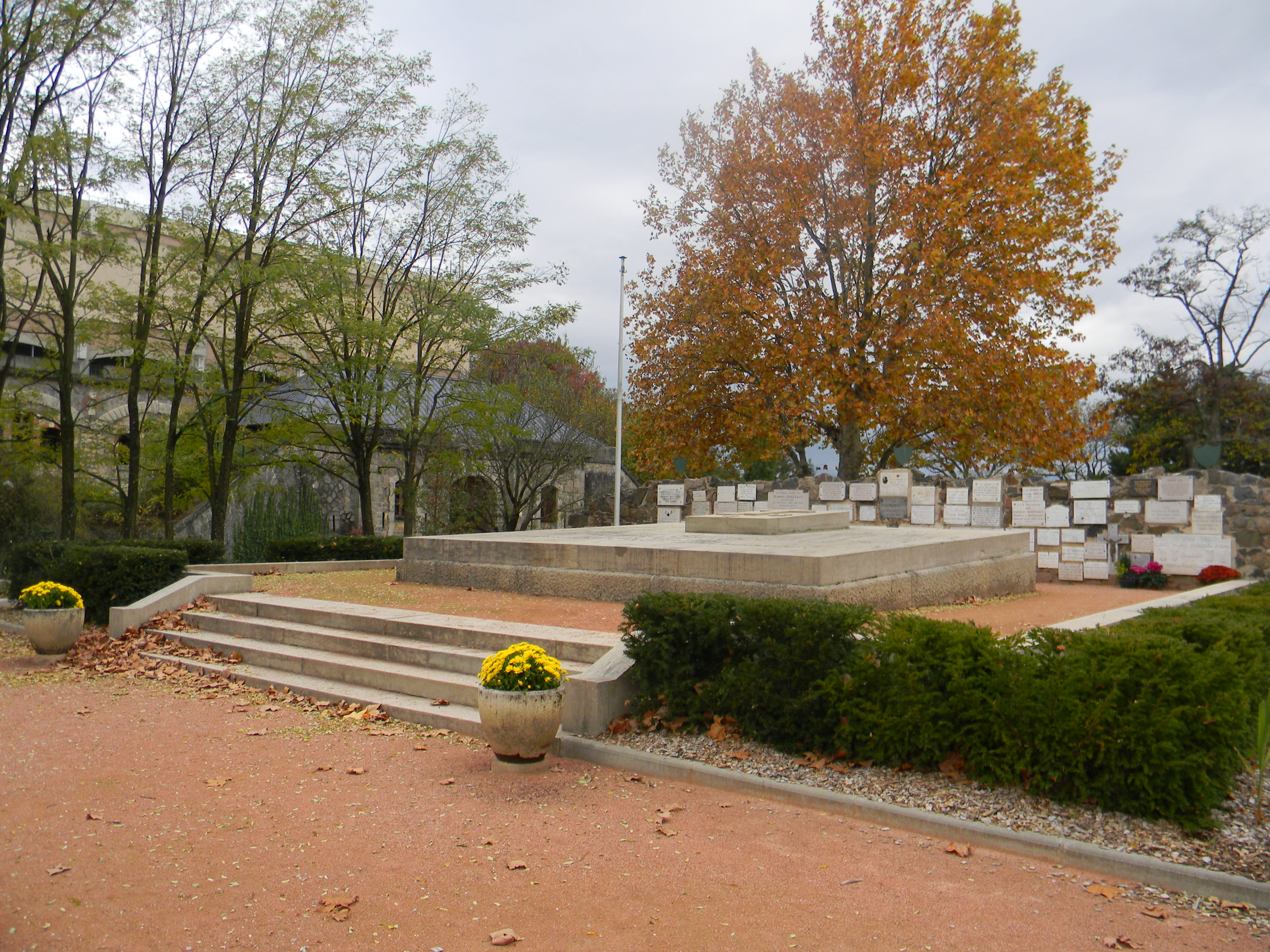
Mémorial du massacre du 20 août 1944
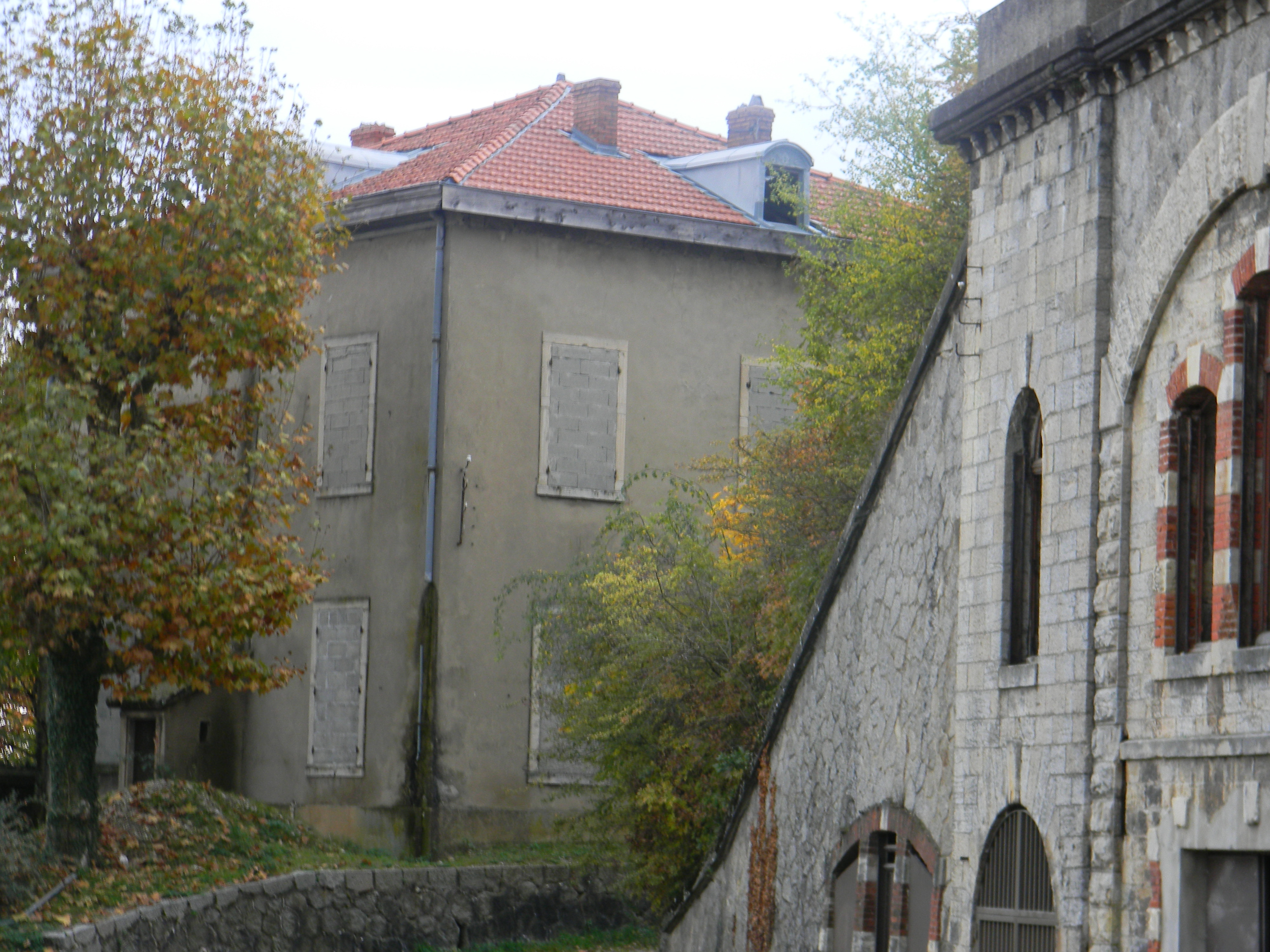
Logement civil dans le fort